# 外国産馬
外国産馬（がいこくさんば）とは、広義では外国で生まれた馬を指す。「外車」と呼ばれることもある。対義語は内国産馬である。
本項では日本国外で生産され、日本国外の競走に出走せず、日本で競走馬登録された外国産競走馬について扱う。

## 日本の競馬における外国産馬
2009年現在、大井競馬場をのぞく地方競馬と中央競馬では、日本国外で生まれた競走馬のうち、日本での競走馬登録の前に日本国外の厩舎に所属し出走歴のある競走馬については競走馬登録が認められておらず、移籍ができない。したがって、それ以前に日本の馬名登録を受けた輸入競走馬が対象となる（内国産馬は所定の競走成績をおさめていれば競走馬登録が可能）。またばんえい競馬では外国産馬の出走が一切認められていない（2014年度現在）。

マル外

中央競馬の定義では「マル外」（○の中に「外」）で表記される。ただし、種付けのため外国に一時的に輸出された牝馬が輸出される前に日本で種付けして受胎している場合で、外国で生まれた仔馬を当歳（0歳）の12月31日までに輸入した場合は内国産馬扱いとなる。また、種付けのため外国に輸出された牝馬が受胎して帰国して出産した場合や、外国産の牝馬が受胎した状態で日本に輸入され、日本で出産した場合は持込馬とされ、1971年6月30日から1983年末までの期間を除いて内国産馬の扱いとなっている。外国馬（日本国外の厩舎に所属している競走馬とは区別される。
日本の競馬界はかつては閉鎖的で、外国産馬の出走には厳しい制限が加えられていた。これは、特に北海道に多い国内産競走馬生産の保護・流通の観点があったためとされ、長らく日本の競走馬生産関係者からはマル外の出走に反対した傾向が強かったとされる。2007年、大井競馬を主催する特別区競馬組合が現役の外国調教馬の転入制度の導入を決めた際にも、生産関係者の反発により、第7回JBCの開催が危ぶまれる事態となった。
徐々に制限は緩和されてきたが、現在でも中央競馬や地方競馬のホッカイドウ競馬などでは出走が可能な競走はまだ限られている。中央競馬では混合競走（○の中に「混合」）と国際競走（○の中に「国際」）とされている競走が産地に一切の制限なく出走可能な競走である。なお、混合競走と国際競走の両方を併記する競走は存在しない（条件が重複するため）。また国際競走に指定される前の中央競馬のクラシックにおいては、外国産馬の出走枠があったものの出走可能頭数が大きく制限されていたことから、混合競走には指定されていなかった（但し、牝馬三冠最終戦のビクトリアカップ→エリザベス女王杯（初期）→秋華賞はこれらの外国産馬の出走制限が強化されていた時代でも、出走制限は敷かれていなかった）。
日本に競走馬として輸入される外国産馬の多くはトレーニングセールで購買されたもので、価格が安くて仕上がりが早いというのが特徴であった。そのため、3歳時（旧4歳時）には外国産馬が内国産馬を完成度で圧倒し、1996年に行われた第1回NHKマイルカップにおいては出走18頭中14頭を外国産馬が占めたほどであった。このことから、当時外国産馬が出走できなかった東京優駿（日本ダービー）に対抗して「マル外のダービー」と称され、外国産馬にとっての春の最大目標ともいわれたりもした。2000年代に入り、外国産馬の出走制限が徐々に緩和されるのとは裏腹に、サンデーサイレンスを筆頭に外国から導入された種牡馬や繁殖牝馬の成功により内国産馬の質が向上したことで外国産馬の活躍は目立たなくなってきており、特にクラシック競走で外国産馬が制したのは、2020年現在、ローブデコルテの優駿牝馬（オークス）のみである。

## 中央競馬のクラシック・天皇賞における出走制限
中央競馬のクラシック競走は、優秀な種牡馬・繁殖牝馬を選定するための能力検定競走とする観点から、かつては一切外国産馬の出走を認めない競走であった。天皇賞は勝ち抜け制度がある代わりに外国産馬の出走が可能であったが、1971年6月30日から実施された活馬（生きている馬）の輸入自由化に伴い、1971年秋の天皇賞から、同様に優秀な種牡馬・繁殖牝馬選定のための競走と位置付けるため外国産馬、並びに日本国外で受胎が確認され、日本に輸入後に出産された持ち込み馬は出走不可能となった（持ち込み馬はその後1984年に内国産馬と同等扱いとなり、クラシック・天皇賞への出走が再解禁された）。しかし、2000年より段階的に、制限付きながら出走を認められた。天皇賞については2005年以降は国際競走となっているため外国産馬の出走制限は撤廃されている。

### 中央競馬のクラシック5競走
中央競馬のクラシック5競走における外国産馬の出走枠の制限は以下の通り変化した。トライアル競走は重賞競走でない競走（2012年までのアネモネステークス、若葉ステークス、スイートピーステークス、プリンシパルステークス）を除き、開放された年にあわせて対応するトライアル競走が混合競走に変更された。
- 2001年 東京優駿（日本ダービー）、菊花賞が各2頭まで出走可能（優先出走権は認められない）。
- 2002年 皐月賞が2頭まで出走可能。菊花賞は3頭まで拡大。
- 2003年 優駿牝馬（オークス）が2頭まで出走可能に。
- 2004年 桜花賞が2頭まで出走可能に。
- 2005年 上記5競走いずれも各4頭まで出走可能になる。この年より、トライアル1競走ずつ優先出走権が認められるようになる。
- 2006年 それぞれ5頭に拡大。
- 2007年 それぞれ6頭に拡大。あわせて優先出走権が認められる競走が2競走ずつに拡大。
- 2008年 それぞれ7頭に拡大。
- 2010年 クラシック5競走が国際競走に指定され（同年をもってJRAのすべての平地重賞が国際競走となった）、外国産馬は外国調教馬と合わせて9頭まで出走可能となる。

出走馬の選定は、優先出走権を持っている馬、内国産馬を含めた収得賞金順で、制限頭数以内である。内国産馬を含めた順位付けで下位となった場合は制限頭数に満たさなくても除外される。
2001年から2004年までは外国産馬は優先出走は認められてこなかった（ただし内国産馬に優先出走権が認められるトライアル競走には外国産馬も出走は可能）が、2005年以降、下記の競走で優先出走が認められることとなった。競走によって認められるようになった年度が異なる。優先出走権所有馬で制限頭数を超過した場合は、優先出走権を持っている競走馬の中で収得賞金順上位馬から制限頭数内で出走でき、制限頭数からはみ出した競走馬は優先出走権を持っていても除外される。一部のトライアル競走は収得賞金が0の馬も出走可能であるが、収得賞金が0の馬はトライアル競走で収得賞金を得なければ、優先出走権を取得できない。
| 本競走   | トライアル競走               | 対象    | 対象年度   |
| -------- | ---------------------------- | ------- | ---------- |
| 桜花賞   | チューリップ賞               | 3着以内 | 2007年以降 |
| 桜花賞   | フィリーズレビュー           | 3着以内 | 2005年以降 |
| 皐月賞   | 弥生賞ディープインパクト記念 | 3着以内 | 2007年以降 |
| 皐月賞   | スプリングステークス         | 3着以内 | 2005年以降 |
| 優駿牝馬 | 桜花賞                       | 5着以内 | 2007年以降 |
| 優駿牝馬 | フローラステークス           | 2着以内 | 2005年以降 |
| 東京優駿 | 皐月賞                       | 5着以内 | 2007年以降 |
| 東京優駿 | 青葉賞                       | 2着以内 | 2010年以降 |
| 菊花賞   | セントライト記念             | 3着以内 | 2007年以降 |
| 菊花賞   | 神戸新聞杯                   | 3着以内 | 2005年以降 |

### 天皇賞
天皇賞は以下のように外国産馬の出走枠が拡大され、2005年より国際競走となり出走制限が撤廃されている。なお優先出走ではないため、内国産馬を含めた出走馬の選定基準において、下位となった場合は除外される。
- 2000年 春秋ともに2頭まで。
- 2002年 原則2頭。ただし内国産馬と外国産馬2頭を含めて最大出走可能頭数に満たさない場合に限り、さらに2頭（合計4頭）まで出走可能。
- 2004年 出走頭数に関係なく春は4頭、秋は5頭まで出走可能。
- 2005年 国際競走となり外国産馬の出走制限は撤廃。外国調教馬も5頭以内で出走可能となる。

## 日本で活躍した外国産馬

### 中央競馬グレード制導入前
1950年代初頭、戦争による競走馬不足を補う目的で、1952年の競走馬輸入解禁と同時にアメリカ合衆国・オーストラリア・ニュージーランドからかなりの頭数のサラブレッドが輸入され、1950年代半ばには外国産馬が大活躍した時期もあった。中央競馬で導入初年度となった1952年暮れの朝日杯3歳ステークスでは7頭中4頭出走した外国産馬が、後にクモハタ記念を勝ったイチジヨウ（母クリフジ）らを圧倒、1着・3～5着を独占しいきなりその能力を見せつけた。一時は外国産馬限定の競走が組まれていたこともあるほどである。しかし外国産馬が出走できる重賞（混合戦）は限定され、現在のG1級競走に相当するものでは天皇賞、宝塚記念、有馬記念のみに限られていた（→豪サラの項目を参照）。
1960年代に入ると、外国産馬は年間輸入頭数が制限されていたこともあって繁殖用の馬の輸入が優先され、外国産競走馬の数は急減した。そのうえ1971年6月30日から実施された活馬（生きている馬）の輸入自由化に伴い、国産馬保護のため混合戦が更に減らされ（天皇賞も混合戦から外された）、外国産種牡馬や繁殖牝馬は頻繁に輸入されるようになったが、外国産競走馬はさらに少なくなった。しかしこの頃から社台グループやシンボリ牧場などの海外に目を向けた生産者が厳選した競走馬を輸入し、出走レースが限られた環境ながらも高い能力を見せた馬が数頭いた。
外国産競走馬は引退後の繁殖馬としての価値を見越して輸入されることが多く、牝馬の方が多かった。1952年に輸入された馬の仔からはダイコーター、トースト、ヘリオスなどが活躍、孫の代にはハイセイコー、タケシバオーやラッキールーラ（母トースト）など多くの活躍馬を輩出し、現在に至るまで活躍馬を出し続けている牝系（ファミリーライン）は多い。
- サンゲツ
  - 1952年朝日杯3歳ステークスなど
- オパールオーキツト
  - 1954年天皇賞（秋） - オーストラリア産。地方競馬からの移籍馬で、最初に天皇賞を制した外国産馬。
- ロイヤルウツド
  - 1954年・1955年鳴尾記念、1954年目黒記念（秋） - オーストラリア産。オーナーは永田雅一。
- ミツサクラ
  - 1955年阪神記念 - ニュージーランド産。ジャンボキングの母の父。
- フアイナルスコア
  - 1954年京都記念（春・秋）、1956年阪神記念など。トウカイテイオーの4代母トツプリユウの父。サニーブライアンの3代母ファイナルクインの父。
- ヤサカ
  - 1955年朝日チャレンジカップ、1955年・1956年京都盃など - ニュージーランド産。種牡馬としてカネツセーキらを輩出。シルバーランドの母の父。
- カバーラップ二世（競走名セイカン）
  - 競走馬としては振るわなかったが、種牡馬としてリユウズキ・ワカクモ・カシュウチカラ・プリテイキャストらを輩出。
- サスケハナ
  - 1955年毎日王冠 - アメリカ合衆国産。旧4歳時、月3～4戦ペースで32戦11勝というタフな使われ方をしていた。同世代の桜花賞優勝馬ヤシマベル、優駿牝馬優勝馬ヒロイチを押しのけ啓衆社賞最優秀4歳牝馬に選ばれる。最後は1956年秋の天皇賞で故障発生して引退するが、繁殖牝馬として1963年の桜花賞馬ミスマサコを送り出し、現在まで子孫は繁栄している。
- ブレツシング
  - 1955年クイーンステークス、1958年スプリングハンデ - アメリカ合衆国産。旧8歳まで走り17勝を挙げる。産駒は1頭しか残せなかった。1977年小倉大賞典の優勝馬アランフェスの祖母。
- ミツドフアーム
  - 1956年天皇賞（秋） - オーストラリア産。オパールオーキツトと同じく地方競馬からの移籍馬。種牡馬になったが繁殖能力がなかった。
- サールス
  - 1957年京都記念（秋）など - ニュージーランド産
- ビツグヨルカ
  - 1960年日本短波賞中山4歳ステークス - イギリス産。兄にWill Somers、弟にグレートヨルカを持つ。
- マツフジエース
  - 1974年朝日杯3歳ステークス
- スピリットスワプス
  - 1976年きさらぎ賞 - TTGの同期。デビューから9連続連対した快速逃げ馬（→脚質を参照）。
- ギャラントダンサー
  - 1977年朝日杯3歳ステークス - 父ギャラントマン。社台グループがノーザンテーストと同等の期待を掛けて輸入した。フランスに遠征するも故障のため出走ならず、1走も出来ずに帰国。海外再挑戦を目指すが宝塚記念の調教中に骨折、治療の甲斐なく安楽死となる。
- タクラマカン
  - 第1回ジャパンカップに出走。

マルゼンスキー（1976年朝日杯3歳ステークス優勝）は持込馬であったが、当時の規定で外国産馬とほぼ同様の規定が用いられていた。

### 中央競馬グレード制導入後
- パーシャンボーイ
  - 1986年宝塚記念 - グレード制導入後最初にG1を制した外国産馬
- リンドシェーバー
  - 1990年朝日杯3歳ステークス
- エルウェーウィン
  - 1992年朝日杯3歳ステークス
- シンコウラブリイ
  - 1993年マイルチャンピオンシップ
- ヒシアマゾン
  - 1993年阪神3歳牝馬ステークス、1994年エリザベス女王杯など
- ヤマニンパラダイス
  - 1994年阪神3歳牝馬ステークス
- ダンツシアトル
  - 1995年宝塚記念
- ヒシアケボノ
  - 1995年スプリンターズステークス
- タイキフォーチュン
  - 1996年NHKマイルカップ
- ファビラスラフイン
  - 1996年秋華賞
- トーヨーシアトル
  - 1997年東京大賞典
- タイキシャトル
  - 1997年・1998年マイルチャンピオンシップ、1997年スプリンターズステークス、1998年安田記念など
- シンコウキング
  - 1997年高松宮杯
- シーキングザパール
  - 1997年NHKマイルカップ
- タイキブリザード
  - 1997年安田記念など
- グラスワンダー
  - 1997年朝日杯3歳ステークス、1998年・1999年有馬記念、1999年宝塚記念など
- シンコウフォレスト
  - 1998年高松宮記念
- エルコンドルパサー
  - 1998年NHKマイルカップ、1998年ジャパンカップなど
- マイネルラヴ
  - 1998年スプリンターズステークス
- アグネスワールド
  - 1999年アベイ・ド・ロンシャン賞、2000年ジュライカップ
- シンボリインディ
  - 1999年NHKマイルカップ
- ブラックホーク
  - 1999年スプリンターズステークス、2001年安田記念など
- ゴールドティアラ
  - 2000年マイルチャンピオンシップ南部杯
- エイシンプレストン
  - 1999年朝日杯3歳ステークス、2001年香港マイル、2002年・2003年クイーンエリザベス2世カップなど
- イーグルカフェ
  - 2000年NHKマイルカップ、2002年ジャパンカップダートなど
- タップダンスシチー
  - 2003年ジャパンカップ、2004年宝塚記念など
- アグネスデジタル
  - 2000年マイルチャンピオンシップ、2001年マイルチャンピオンシップ南部杯、天皇賞（秋）、香港カップ、2002年フェブラリーステークス、2003年安田記念など
- ノボトゥルー
  - 2001年フェブラリーステークス
- メイショウドトウ
  - 2001年宝塚記念など
- クロフネ
  - 2001年NHKマイルカップ、2001年ジャパンカップダートなど
- ノボジャック
  - 2001年JBCスプリント
- ゼンノエルシド
  - 2001年マイルチャンピオンシップなど
- シンボリクリスエス
  - 2002年・2003年天皇賞（秋）、2002年・2003年有馬記念など
- ファインモーション
  - 2002年秋華賞、エリザベス女王杯など
- サウスヴィグラス
  - 2003年JBCスプリント
- スターキングマン
  - 2003年東京大賞典
- カフェオリンポス
  - 2004年ジャパンダートダービー
- パーソナルラッシュ
  - 2004年ダービーグランプリ
- アサクサデンエン
  - 2005年安田記念
- ローブデコルテ
  - 2007年優駿牝馬
- ゴスホークケン
  - 2007年朝日杯フューチュリティステークス
- キンシャサノキセキ
  - 2010年・2011年高松宮記念
- エーシンフォワード
  - 2010年マイルチャンピオンシップなど
- スーニ
  - 2008年全日本2歳優駿、2009年・2011年JBCスプリントなど
- テスタマッタ
  - 2009年ジャパンダートダービー、2012年フェブラリーステークスなど
- エイシンアポロン
  - 2011年マイルチャンピオンシップ
- オーブルチェフ
  - 2011年全日本2歳優駿
- アジアエクスプレス
  - 2013年朝日杯フューチュリティステークス
- ベストウォーリア
  - 2014年・2015年マイルチャンピオンシップ南部杯[7]
- モーニン
  - 2016年フェブラリーステークス[8]
- ダノンレジェンド
  - 2016年JBCスプリント[9]
- アウォーディー
  - 2016年JBCクラシック[10]
- リエノテソーロ[11]
  - 2016年全日本2歳優駿[12]
- アポロケンタッキー
  - 2016年東京大賞典[13]
- モズアスコット
  - 2018年安田記念、2020年フェブラリーステークス
- ミスターメロディ
  - 2019年高松宮記念
- モズスーパーフレア
  - 2020年高松宮記念
- カフェファラオ
  - 2021年・2022年フェブラリーステークス、2022年マイルチャンピオンシップ南部杯
- シュネルマイスター
  - 2021年NHKマイルカップ
- レモンポップ[14]
  - 2023年フェブラリーステークス、2023年・2024年マイルチャンピオンシップ南部杯、2023年・2024年チャンピオンズカップ、2024年さきたま杯
- マッドクール
  - 2024年高松宮記念

2000年に、天皇賞が外国産馬の出走が認められて以降、天皇賞（秋）はアグネスデジタルとシンボリクリスエスが優勝している。天皇賞（春）の優勝馬は2020年現在出ていない。
2001年にクラシック競走が外国産馬に開放された後、初めて制したのは2007年優駿牝馬のローブデコルテであり、前述の通り外国産馬によるクラシック競走の勝利は、これ一例のみで、牡馬が出走できる3冠に至っては未だ外国産馬の優勝がない。また外国馬（日本国外で生産・調教されている馬。□外＝カク外）にも2007年の国際セリ名簿基準委員会の審査による「国際パート1」昇格後の2010年以後解放されるようになったが、外国調教馬の日本のクラシック参戦はまだ果たされていない。
この理由として、「外国産馬の出走制限緩和8カ年計画」（1992年策定）があげられ、そのタイミングで、トニービン、サンデーサイレンス、ブライアンズタイムの、のちに「三大種牡馬」と呼ばれる外国から輸入された元競走馬を種牡馬として導入するようになり、特にサンデーサイレンス系を中心としたこれらの子孫馬が多数出走し、グレード競走でも好成績を残していることがあげられている。